# Broery
Broery Marantika ou Broery Pesulima, de son vrai nom Simon Dominggus Pesulima est un chanteur et acteur indonésien, né le 25 juin 1948 à Ambon et mort le 7 avril 2000 à Depok.

## Jeunesse et début de carrière
Simon Dominggus Pesulima naît en 1948 à Ambon. Il est le fils de Gijsberth Pesulima et de Wilmintje Marantika. Il est l'aîné d'une fratrie de quatre frères, qui se nomment Hengky (1945), Freejohn (1950 - 2015) et Helmi (1957 - 2003). Son plus jeune frère, Helmi Pesulima a également suivi ses traces en tant que chanteur. Très croyant, il fut membre de son enfance jusqu'à l'âge adulte de la chorale de l'église de la ville d'Ambon.
Ses premiers pas sur la scène musicale débute en 1964, lorsqu'il termine troisième finaliste d'un concours de musique de chant organisé par le RRI (Radio Republik Indonesia) qui eut lieu durant le festival de musique Bintang Radio à Ambon. Il déménage un an plus tard à Jakarta et changera initialement son nom en Broery Marantika. Son nom de scène s'inspire du mot "Broer" qui signifie "frère" en néerlandais et coupler avec "Marantika" qui est le nom de famille de sa mère dont il aura tenu à rendre hommage.

## Filmographie
- 1971 : Matahari hampir terbenam
- 1971 : Brandal-Brandal Metropolitan
- 1973 : Lagu untukmu
- 1973 : Akhir sebuan impian
- 1974 : Kasih sayang
- 1974 : Bawang putih
- 1974 : Jangan biarkan mereka lapar
- 1975 : Hapuslah air matamu
- 1976 : Wajah tiga perempuan
- 1976 : Impian perawan
- 1976 : Perempuan histeris
- 1976 : Sesuatu yang indah
- 1977 : Istriku sayang istriku Malang

## Discographie

### Singles
- Widuri
- Mengapa Harus Jumpa
- Siti Nurbaya
- Selamat Tinggal
- Aku Jatuh Cinta
- Ayah
- Kharisma Cinta
- Aku Orang tak Punya
- Duri Dalam Cinta
- Senjah di Kuala Lumpur
- Sabar Menanti
- Rindumu Rinduku
- Abang Beca
- Kasih
- Biarkan Bulan Bicara
- Cinta
- Waktu Podong Padi
- Sabar Menanti
- Mungkinkah
- Antara Cinta dan Dusta
- Balada seorang Minta-Minta
- Alam Jadi Saksi
- Senja Kalubu
- July and Romi
- Seiring dan Sejalan
(en duo avec Sharifah Aini)
- Layu Sebulum Berkembang
(en duo avec Emilia Contessa)
- Nasib Pemgembara
(en duo avec Emilia Contessa)
- Setangkai Bunga Anggrek
(en duo avec Emilia Contessa)
- Bahasa Cinta
(en duo avec Vina Panduwinata)
- Untuk Apa Lagi
(en duo avec Vina Panduwinata)
- Jangan Ada Dusta di Antara Kita
(en duo avec Dewi Yull)
- Kharisma Cinta
(en duo avec Dewi Yull)
- Segalaku Untukmu
(en duo avec Dewi Yull)
- Rindu yang Terlarang
(en duo avec Dewi Yull)
- Dekat tapi Jauh
(en duo avec Ziana Zain)
- Jangan Ada Dusta
(en duo avec Rossa)

### Albums
- Cinta Kilat
- Daku Cari Jalan Terbaik
- Angin Malam
- Untukmu
- Jangan Kau Menangis
- Mawar Berduri
- Hapuslah air Matamu
- Balada seorang Biduan
- Resah
- Kaulah Segalanya
- 1970-2000 : Kasih
- 1970 : Untukmu
- 1970 : Sepanjang Jalan Kenangan
- 1989 : Aku Begni kau Begitu
- 1991 : Hati yang Terluka
- 1992 : The Best Collection of Broery Marantika
- 1993 : Dalam Gelora Cinta
- 1995 : Kasihmu Kasihku
- 1995 : Kasihku Bukan Cintamu
- 2001 : Selamat Tinggal
- 2003 : Segalaku Untukmu